# Duba Konavoska
Duba Konavoska is een plaats in de gemeente Konavle in de Kroatische provincie Dubrovnik-Neretva. De plaats telt 75 inwoners (2001).